# Национальный блок (Франция)
Республиканский национальный блок (фр. Bloc national républicain), более известен как Национальный блок (фр. Bloc national) — правоцентристская коалиция, находившаяся у власти во Франции в период с 1919 по 1924 год.

## Выборы вПалату депутатов1919 г
В ноябре 1919 г. во Франции состоялись первые после окончания войны парламентские выборы. В процессе подготовки к ним правые партии страны объединились в предвыборную коалицию Национальный блок. Его основу составили Демократический республиканский альянс (с 1920 года принявший название Демократическая и социальная республиканская партия) и Республиканская федерация, к которым присоединились более мелкие правые группировки. О поддержке Национального блока заявило также руководство Республиканской, радикальной и радикально-социалистической партии. Своей главной задачей предвыборное объединение провозгласило «борьбу против большевизма» и «социальных беспорядков». В избирательной программе Национального блока говорилось о защите республиканского строя, светского государства и школы, восстановлении освобожденных после оккупации районов, заботе о судьбе инвалидов и бывших фронтовиков. Одним из основных пунктов внешнеполитической части программы было требование строгого выполнения условий Версальского договора.
В результате выборов кандидаты, объединившиеся в блок, получили более двух третей мест в Палате депутатов. Первое и второе правительства Национального блока (январь — февраль 1920 г. и февраль — сентябрь 1920 г.) сформировал Александр Мильеран, бывший социалист, примкнувший к правому лагерю. До следующих выборов в Палату депутатов, прошедших в 1924 г., сменилось еще четыре кабинета, представлявших Национальный блок.

## Внутренняя политика Национального блока
Следуя предвыборной программе Национального блока, правительство Мильерана повело борьбу с «социальными беспорядками». Кабинет принял ряд жестких мер против рабочего и профсоюзного движения. Когда в мае 1920 г. началась всеобщая забастовка на железных дорогах, по распоряжению правительства были арестованы многие профсоюзные деятели и более 20 тыс. железнодорожников уволены с работы. Государственным служащим запретили вступать в профсоюзы и участвовать в забастовках. Многие предприниматели при негласной поддержке кабинета министров отказывались заключать коллективные договоры с профсоюзами и не выполняли закон, принятый правительством Клемансо в 1919 г., о 8-часовом рабочем дне.
Кабинет Мильерана восстановил разорванные в 1905 г. дипломатические отношения с Ватиканом. В 1920 г. правительство приняло закон о праздновании Дня победы и памяти павших — 11 ноября. В этот день в Париже под Триумфальной аркой на Елисейских полях зажгли вечный огонь на могиле Неизвестного солдата. Его останки были доставлены с поля битвы под Верденом.

### ОбразованиеФранцузской коммунистической партии
Победа в 1917 г. Октябрьской революции в России оказала большое влияние на мировое социалистическое движение. В Москве в марте 1919 г. был создан III Коммунистический Интернационал (Коминтерн). Своей задачей он провозгласил сплочение всех сил мирового пролетариата с целью революционной борьбы рабочего класса и установления диктатуры пролетариата, а также координации политики всех примкнувших к Коминтерну партий. После этого в социалистических партиях почти всех стран мира начались дискуссии по вопросу о присоединении к Коминтерну. Не избежали их и французские социалисты. Внутри Социалистической партии образовались два направления. Левые социалисты и синдикалисты призывали к вступлению в Коминтерн. Представители правого течения хотели остаться на позициях социал-реформизма.
Окончательное решение о генеральной линии партии было принято на очередном съезде СФИО, прошедшем в декабре 1920 г. в Туре. Делегаты съезда должны были выразить согласие с 21 условием приема в Коммунистический Интернационал, выдвинутым В. И. Лениным. Они предусматривали разрыв с социал-реформизмом, пропаганду идеи о необходимости революционного свержения капитализма и установления диктатуры пролетариата, перестройку всей деятельности партии на основе принципов демократического централизма и т. п. Партии, решившие вступить в Коминтерн, обязывались выполнять его решения, вести систематическую революционную работу, сочетать легальные и нелегальные методы деятельности, защищать народы колониальных стран. Они должны были изменить своё название и впредь называться коммунистическими.
На съезде СФИО в Туре резолюция о присоединении к Коммунистическому Интернационалу была принята большинством в 3203 голоса против 1126. Этот день стал днем образования Французской коммунистической партии (ФКП). Меньшинство делегатов, состоявшее из социал-реформистов и центристов, отказалось подчиниться решению съезда. Они основали партию под старым названием — СФИО. Коммунистическая партия насчитывала в своих рядах (после съезда в Туре) 180 тыс. членов, СФИО — 35 тыс.

### Образование Унитарной всеобщей конфедерации труда
Вслед за расколом Социалистической партии последовал раскол и главной профсоюзной организации Франции — Всеобщей конфедерации труда. На съезде в Сент-Этьене в июле 1922 г. от ВКТ, руководители которой стояли на реформистских позициях, откололась группа «революционного меньшинства». Её представители, отстаивающие коммунистические принципы, основали Унитарную всеобщую конфедерацию труда (УВКТ). Новая профсоюзная организация присоединилась к отделению Коминтерна — Интернационалу профсоюзов (Профинтерну). В 1919 г. во Франции была основана еще одна профсоюзная организация — Французская конфедерация христианских трудящихся (ФКХТ), в которую вошли верующие католики. Таким образом, в стране действовало уже три основных профсоюзных центра.

## Внешняя политика
Правительство Мильерана не изменило курса, взятого кабинетом Клемансо. Оно поставляло оружие белогвардейской армии барона Врангеля и войскам Польши, воевавшим против советской республики. Для обучения и подготовки польских офицеров в Польшу была направлена военная миссия во главе с генералом Вейганом. После победы Красной Армии правительство Национального блока согласилось принять во Франции многих белогвардейцев.
Кабинеты Национального блока заключили союзы с отдельными государствами Восточной и Центральной Европы, заинтересованными в сохранении Версальской системы и являвшими собой в силу геополитического положения заслон от большевистской России. Так в 1921 г. Франция заключила политический пакт и военную конвенцию с Польшей. Французское правительство оказывало поддержку Чехословакии, Югославии и Румынии, которые в 1920—1921 гг. объединились в так называемую Малую Антанту. И Польша, и страны Малой Антанты в своей внешней политике ориентировались на Францию, считая её главным гарантом неприкосновенности Версальской системы.
Борьба за выполнение условий Версальского договора занимала центральное место во внешней политике правительств Национального блока. Франция выступала против любых попыток пересмотра договора. Однако её усиления, которое могло иметь место только за счет ослабления Германии, не желали Соединенные Штаты и Великобритания. Поэтому политика этих государств по отношению к Германии стала постоянным источником противоречий между бывшими союзниками по Антанте. Особенно острый характер приобрели разногласия по репарационному вопросу. Франция требовала максимального объема выплат и передачи ей как наиболее пострадавшей стране 2/3 общей суммы, а США и Англия высказывались за ограничение репарационных платежей. Только в мае 1921 г. Соединенным Штатам, Великобритании и Франции удалось договориться и установить общую сумму репараций в размере 132 млрд золотых марок с выплатой по 2 млрд в год, 52 % этой суммы предназначалось Франции.

### Оккупация Рура
В 1922—1924 гг. правительства Национального блока возглавлял лидер Демократического альянса, известный правый политик Франции, бывший президент республики Раймон Пуанкаре (январь 1922 г. — март 1924 г. и март — июнь 1924 г.). Председатель совета министров был сторонником строгого выполнения Версальского договора и одну из важнейших задач своей внешней политики видел в получении репараций с Германии.
Летом 1922 г. немецкое правительство, ссылаясь на тяжелое финансовое положение, запросило отсрочки по репарационным платежам на 4 года. В ответ кабинет Пуанкаре, заручившись поддержкой Бельгии, решил в соответствии с Версальским договором оккупировать Рур. В январе 1923 г. французские и бельгийские войска вступили в Рурскую область.
Действия правительства поддержали все политические объединения, входившие в Национальный блок, и даже социалисты. Против оккупации выступила лишь Французская коммунистическая партия. Не одобрили её Соединенные Штаты и Великобритания. Германия же призвала население области к «пассивному сопротивлению» и отказалась платить репарации до тех пор, пока франко-бельгийские войска не покинут оккупированный район.
Вопреки ожиданиям Пуанкаре оккупация Рура не только не привела к выплате репараций, но потребовала больших расходов на содержание оккупационных войск. К тому же прекратились поставки во Францию рурского угля. Радикалы и социалисты, убедившись, что рурская операция не привела к желаемым результатам, отказали кабинету Пуанкаре в поддержке. Против его политики высказалась также часть правых депутатов в парламента. В результате Франция была вынуждена покинуть Рур. Решение вопроса о репарациях она согласилась передать на рассмотрение международного комитета экспертов.